# 항거: 유관순 이야기
"항거: 유관순 이야기"는 2019년에 개봉한 대한민국의 영화이다.
개봉 12일만에 100만 관객을 달성하고 관객 수 115만 8천 명으로 2019년 상반기 독립·예술영화 흥행 1위를 차지했다. 고아성 등 출연 배우들이 제100주년 3.1절 기념식에서 아리랑을 합창했다.

## 줄거리
1919년 4월 1일 17살의 나이로 고향 병천에서 아우내장터 만세운동을 주도하고 체포된 유관순 열사가 서대문 감옥에 머물렀던 1년여의 시간을 중점적으로 다룬다.
수원 지역 기생들의 만세운동을 주도했던 김향화(김새벽), 개성 지역의 시위를 이끌었던 권애라(김예은), 허구의 인물로 평안도 사투리를 구사하며 분단 이전의 민족 정체성을 상기시키는 이옥이(정하담)가 유관순의 주요 동료로 등장한다.

## 캐스팅
- 고아성 : 유관순 역
- 김새벽 : 김향화 역
- 김예은 : 권애라 역
- 정하담 : 이옥이 역
- 류경수 : 니시다 / 정춘영 역 - 본작의 진 최종 보스.
- 김남진 : 만석 모 역
- 김지성 : 임명애 역
- 이성원 : 보안과장 역 - 본작의  만악의 근원 및 중간 보스.
- 심태영 : 유우석 역 (유관순의 오빠)
- 최일순 : 조상필 역
- 이영석 : 소장 역
- 이수연 : 여간수 역
- 최무성 : 유중권 역 (유관순의 아버지)
- 오지영 : 이소제 역 (유관순의 어머니)
- 하성광 : 소지 역

- 임자혜 : 박신삼 역
- 나누리 : 최난씨 역
- 정소영 : 어윤희 역
- 임유정 : 문상옥 역
- 박지원 : 이신애 역
- 채송화 : 이용녀 역
- 신영주 : 노순경 역
- 김연정 : 한수자 역
- 임윤진 : 심명철 역
- 조아라 : 소은숙 역
- 김영은 : 소은명 역
- 김은희 : 지은원 역
- 최미라 : 박양순 역
- 장민영 : 김효순 역
- 임영혜 : 이남규 역
- 신현진 : 김의순 역
- 김신영 : 성혜자 역
- 배향 : 김경화 역
- 윤예솔 : 김성재 역
- 김현호 : 간수장 역
- 김명 : 촬영간수 역
- 오상무 : 주재소장 역
- 이형원 : 세탁소 간수 역
- 하진 : 세탁소 수인 이신천 역
- 정효정 : 세탁소 수인 왕종순 역
- 권현진 : 세탁소 수인 박하경 역
- 노승범 : 지게남 역
- 강왕수 : 박치기 남 역
- 고병택 : 벽관 간수 역
- 정교 : 호송 경관 역
- 권다솜 : 8호실아기 역
- 박한마 : 전령 역
- 강시후 : 겨울경비병 / 헌병 역
- 김정원 : 총 겨누는 헌병 역
- 김아송 : 어린 유관순 / 소녀 1 역
- 이효린 : 소녀 2 역
- 임한빈 : 소년 역
- 박찬우 : 남옥사 수인 2 역

## 같이 보기
- 유관순
- 유관순 (1948년 영화)
- 유관순 (1959년 영화)
- 유관순 (1966년 영화)
- 유관순 (1974년 영화)
- 1919 유관순 (2019년 영화)